# Angelo Conterno
Angelo Conterno (ur. 13 marca 1925 w Turynie, zm. 1 grudnia 2007 w Turynie) – włoski kolarz szosowy startujący wśród zawodowców w latach 1950–1965. Zwycięzca Vuelta a España (1956).

## Najważniejsze zwycięstwa
- 1952 – etap w Giro d’Italia
- 1953 – Giro dell’Appennino
- 1954 – Giro del Lazio, etap w Giro d’Italia
- 1955 – etap w Giro d’Italia
- 1956 – etap i klasyfikacja generalna Vuelta a España
- 1957 – Giro del Veneto
- 1959 – Mistrzostwa Zurychu
- 1961 – Giro del Piemonte, Trofeo Matteotti